# Jorge Borges de Macedo
Jorge Borges de Macedo GOSE (Santos-o-Velho, Lisboa, 3 de Março de 1921 — Lisboa, 18 de Março de 1996) foi um historiador e professor universitário português.

## Biografia
Filho do professor José Pinto de Macedo, natural de Vila Nova de Gaia (freguesia de Santa Marinha), e de sua mulher Maria da Conceição Borges de Macedo, doméstica, natural de Macedo de Cavaleiros (freguesia de Vale Benfeito). Neto paterno de Manuel Pinto de Macedo (Porto, 1864 — Porto, 1939) e de sua mulher Maria da Conceição de Macedo (Porto, 1866 — Porto 1945). Era irmão do fotógrafo profissional Marcelino Borges de Macedo.
A 18 de julho de 1945, casou civilmente em Lisboa com Branca Rosa Mendonça Braga (Galveias, Ponte de Sor, 1918 — 5 de novembro de 1981), doméstica, filha de Avelino Branquinho da Costa Braga e de Branca Aida Mendonça Braga, doméstica, ambos também naturais de Galveias. Foram padrinhos de casamento Carlos Neves Tavares e sua mulher Irene Borges de Macedo das Neves Tavares, irmã do noivo. Deste casamento nasceram o futuro economista Jorge Braga de Macedo, a futura escritora Branca Braga de Macedo e Ana Irene Braga de Macedo. 
Depois de militar na esquerda política (anos 40 e 50), moderou-se ideologicamente e foi assistente (1957 ss.) e professor (catedrático 1969 ss.) de História Moderna na Faculdade de Letras da Universidade de Lisboa e historiador de mérito. Iniciou a sua carreira como secretário do Centro de História da Universidade de Lisboa, fundado por Virgínia Rau, exercendo aquelas funções entre 1958 e 1973, e de director, de 1973 a 1974.
Foi saneado após o 25 de Abril, sendo apenas readmitido ao serviço em 1979, junto com Veríssimo Serrão e Eduardo Borges Nunes, quando o Reitor da Universidade de Lisboa era Raúl Rosado Fernandes.
Entre 1990 e 1996, foi 7.° director do Instituto dos Arquivos Nacionais/Torre do Tombo, vindo a inaugurar as novas instalações na Cidade Universitária de Lisboa.
Através de legado testamentário, doou a sua vasta biblioteca à Faculdade de Letras de Lisboa.

## Homenagens
A 6 de Dezembro de 1991 foi feito Grande-Oficial da Ordem Militar de Sant'Iago da Espada.

## Obra
O seu primeiro trabalho de fôlego é A situação económica no tempo de Pombal : alguns aspectos, datado de 1951, em que afirma procurar uma ruptura tanto com o que chamou a investigação granular como com as abstrações (o factor económico ou o grande homem) que fatores explicativos reduzem a «sociedade a um esquema».
O seu livro mais influente é, talvez, História Diplomática Portuguesa: Constantes e Linhas de Força. Estudo de Geopolítica. Na origem resultou de um curso ministrado à Força Aérea Portuguesa. Trata-se de um livro sobre história diplomática, mas em que os tratados e as peripécias dos diplomatas cedem lugar à relação entre grandes opções estratégicas e tensões internas.